# Головчак Андромеда
Головчак Андромеда (Pyrgus andromedae) — вид денних метеликів родини Головчаки (Hesperiidae).

## Етимологія
Вид названий на честь персонажа давньогрецької міфології Андромеди, яку від морського чудовиська спас Персей.

## Поширення
Альпійський вид. Поширений у Піренеях, Альпах, Балканах, Карпатах, Скандинавських горах та горах Кольського півострова та на півночі Уралу.
В Україні відомі дві знахідки цього виду — в Карпатах в районі гори Чивчин та поблизу міста Яремче.

## Опис
Метелик темно-коричневого забарвлення. На крилах розкидані білі і темні цятки. Краї крил обрамлені чорно-білим пунктиром. Вуса спрямовані в різні боки. На тілі розташована пляма, що нагадує за формою і забарвленням перлину.

## Спосіб життя
Сприятливе середовище проживання для цього виду — альпійські луки. За рік метелик відтворює одне покоління, за яким можна спостерігати у кінці червня та липні. Кормовими рослинами для гусіні є приворотень, калачики, лаватера тюрінгська, перстач.